# 陰陽堂

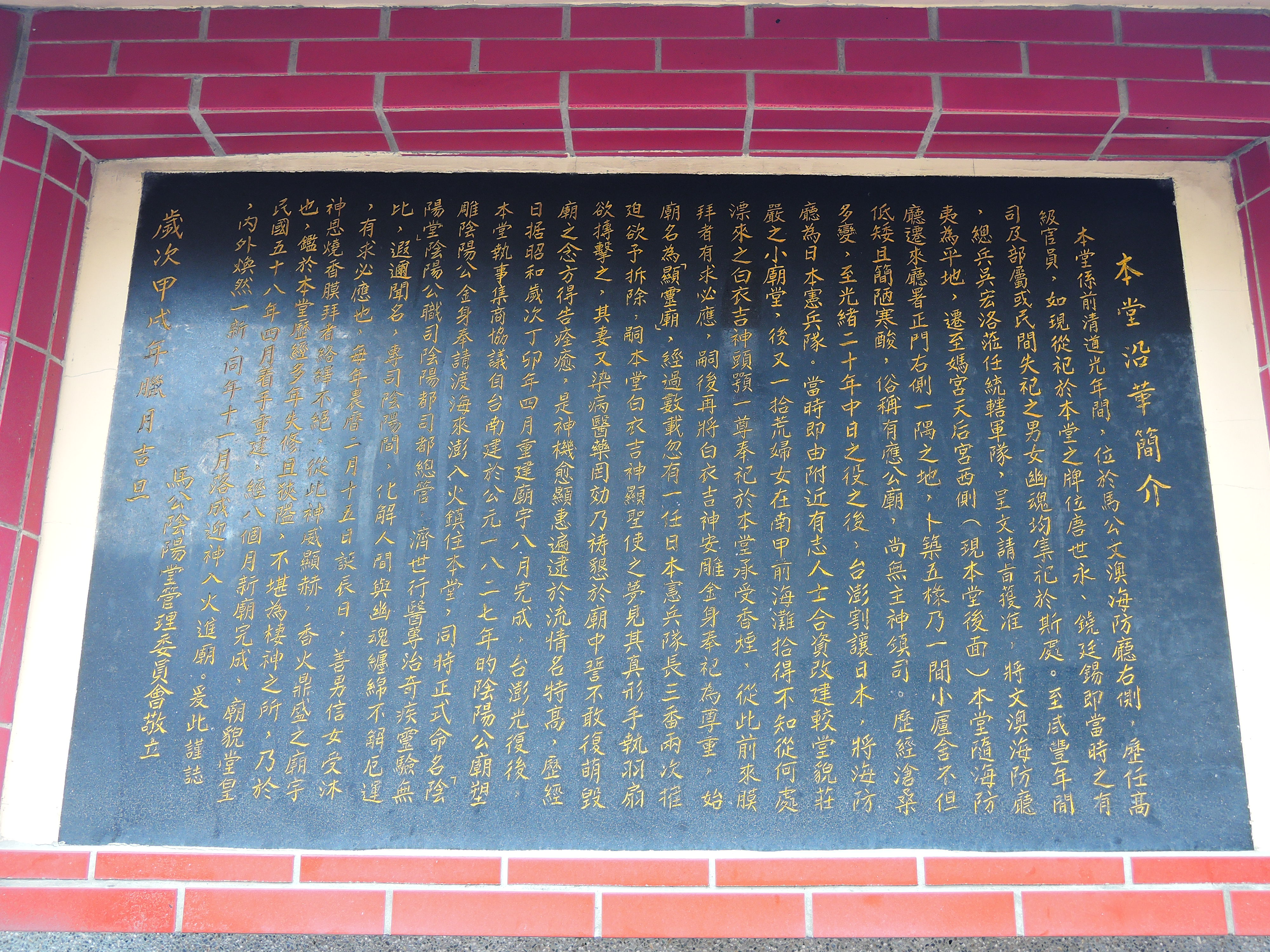
陰陽堂沿革簡介（民國83年，公元1994年）

陰陽堂，古稱顯靈廟或有應公廟，臺灣澎湖馬公市廟宇，闔澎公廟之一，主祀陰陽公與白衣吉者（白無常、七爺公），約莫創建於清季道光年間，原址設於文澳城隍廟附近，光緒朝建媽宮城後遷至現址，即位於澎湖天后宮西側。

## 沿革
清季以降，文職官衙凡有在任職於澎湖期間逝世，且該廳吏無後代子孫供奉香火者的牌位便供奉於陰陽堂內，最有名的代表人物為饒廷錫（同治朝通判）與唐世永（光緒朝通判），祭拜對象性質相對於施公祠與昭忠祠（昭忠祠已不存），後兩者乃祭祀殉職且無嗣者的武職兵勇；此外，民間百姓若因無後而失祀者（孤魂野鬼）亦會奉於陰陽堂，可謂兼帶「無祀壇」色彩的性質。
陰陽堂確切建廟時間不詳，也未見載於澎湖清代方志的紀錄之中；惟根據廟中明治40年（1907）的重建落成碑記的碑文，可推測陰陽堂約莫建於清季道光年間（公元1821—1850年），且最初是建於文澳的澎湖海防糧捕廳署旁。清法戰爭之後，澎湖鎮總兵官吳宏洛在光緒15年（1889）將澎湖廳署遷建至澎湖天后宮西側，陰陽堂亦於此時一併遷祀廳署南隅。
陰陽堂最初無主神鎮殿，時稱「顯靈廟」；後因媽宮南甲某婦女於海邊拾獲一毀損的白衣神像，重塑金身供於廟內，始奉尊稱「白衣吉神」的七爺公（白無常）為主神，因其有求必應，香客絡繹不絕，又有「有應公廟」之名傳開。
相傳日治時期，當時的日本政府將原澎湖廳署（海防廳）改建成憲兵隊，日本的憲兵隊長本欲拆除「有應公廟」，但期間白衣吉神多番顯靈，成功阻止該名憲兵隊長拆廟，陰陽堂才得以保存至今。
昭和二年（1927），倖免拆除命運的陰陽堂重新修建，歷時五個月竣工。二戰結束，國民政府接收臺灣，原本主奉「白衣吉神」的有應公廟執事決議另迎「陰陽公」，特地從台南的開基陰陽公廟引渡神像金身，跨海迎奉回澎湖入火，該廟從此定名為「陰陽堂」，沿用迄今。
陰陽堂又陸續於民國58年（1969）與民國83年（1994）重新修繕，雖然廟舍不大（僅有五坪左右），香火仍十分興旺，每逢農曆新年，陰陽堂更是全澎湖境內居民會前往參拜的祭祀場所，乃澎湖馬公市區中少數能倚賴香油錢收入便能維持廟務運作的廟宇。
陰陽堂廟前空地原本是日本官員的宿舍，1945年後由國民政府官員鄭璟文入住，爾後由陰陽堂購地買入，現已闢為一片停車與舉辦活動用的空地。
根據歷史學者余光弘在民國77年（1988）的調查報告：陰陽堂管理委員會係由23名信徒組成，且委員會參與權利以父子相繼為限。此外，陰陽堂地理位置雖緊鄰澎湖天后宮，卻非澎湖天后宮交陪廟成員，亦不參與對方或周遭鄰廟的活動，所有祭祀慶典完全獨立操辦，屬較封閉的組織型態。
民國102年（2013年），陰陽堂重新修建落成，此次修建第二度委請後窟潭大木匠師葉根壯負責，葉根壯於2014年過世，陰陽堂應是葉根壯經手最後一件建築工程。

## 圖輯

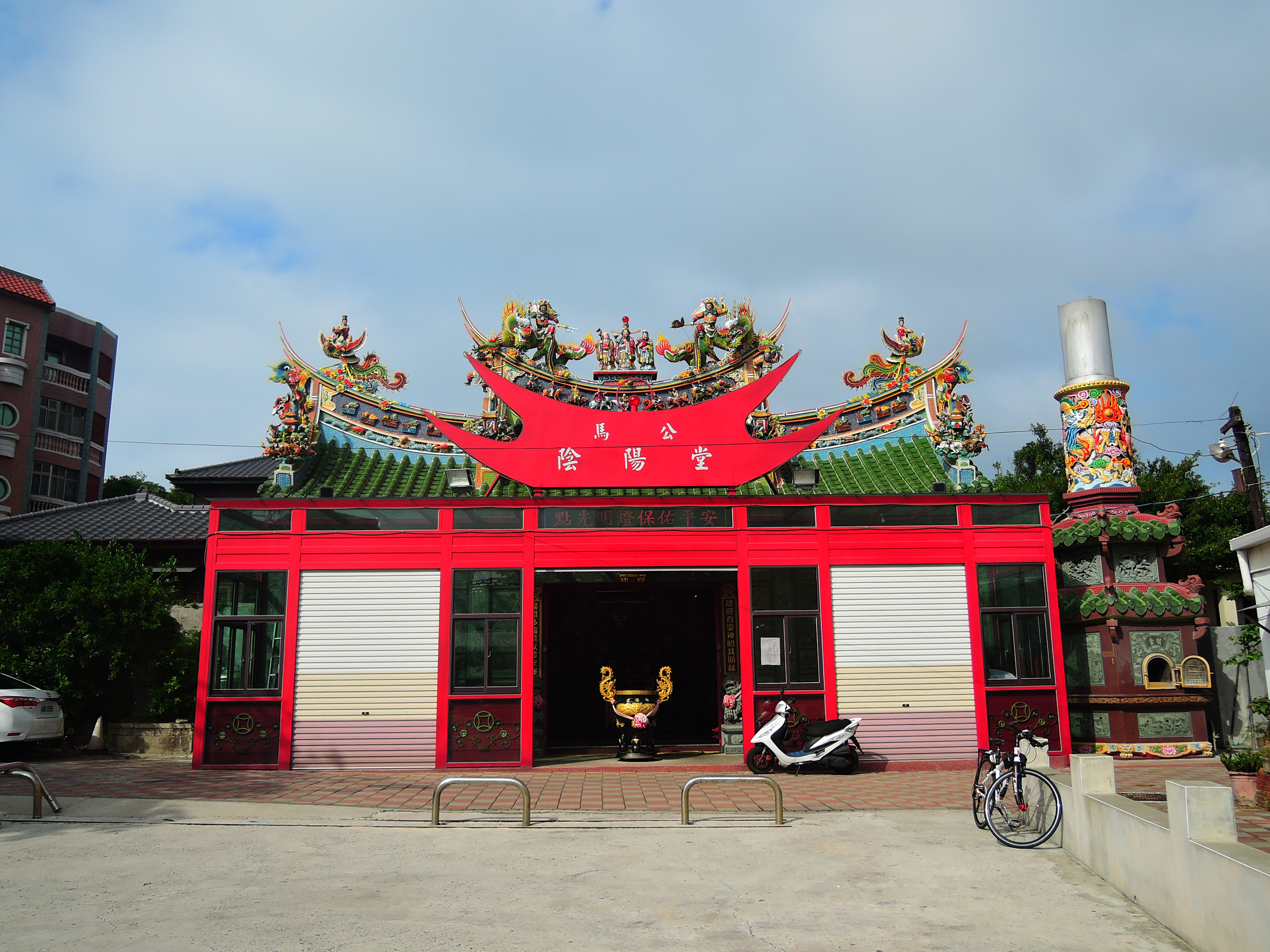
立面（惠安路）
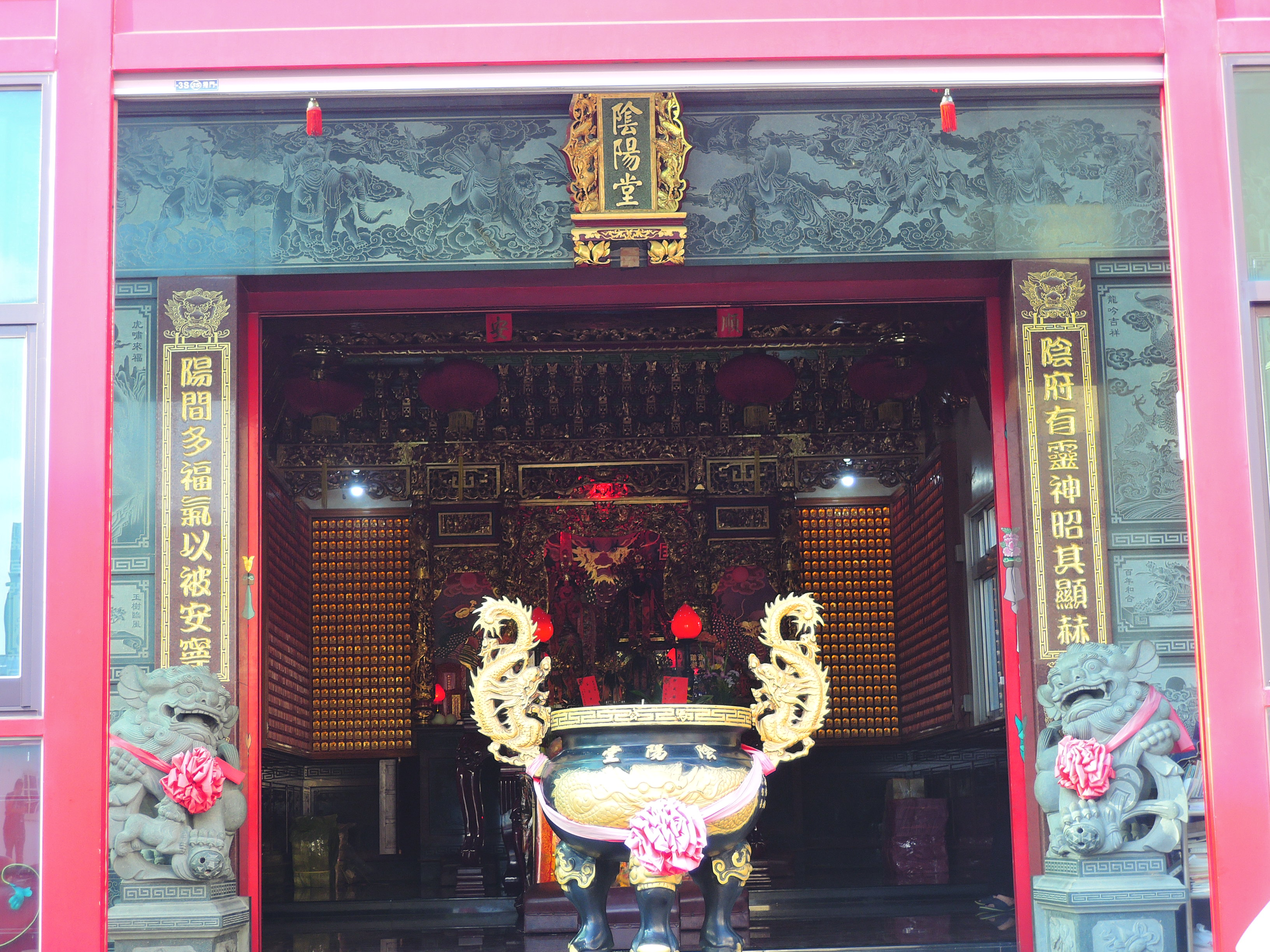
天公爐、聖旨牌
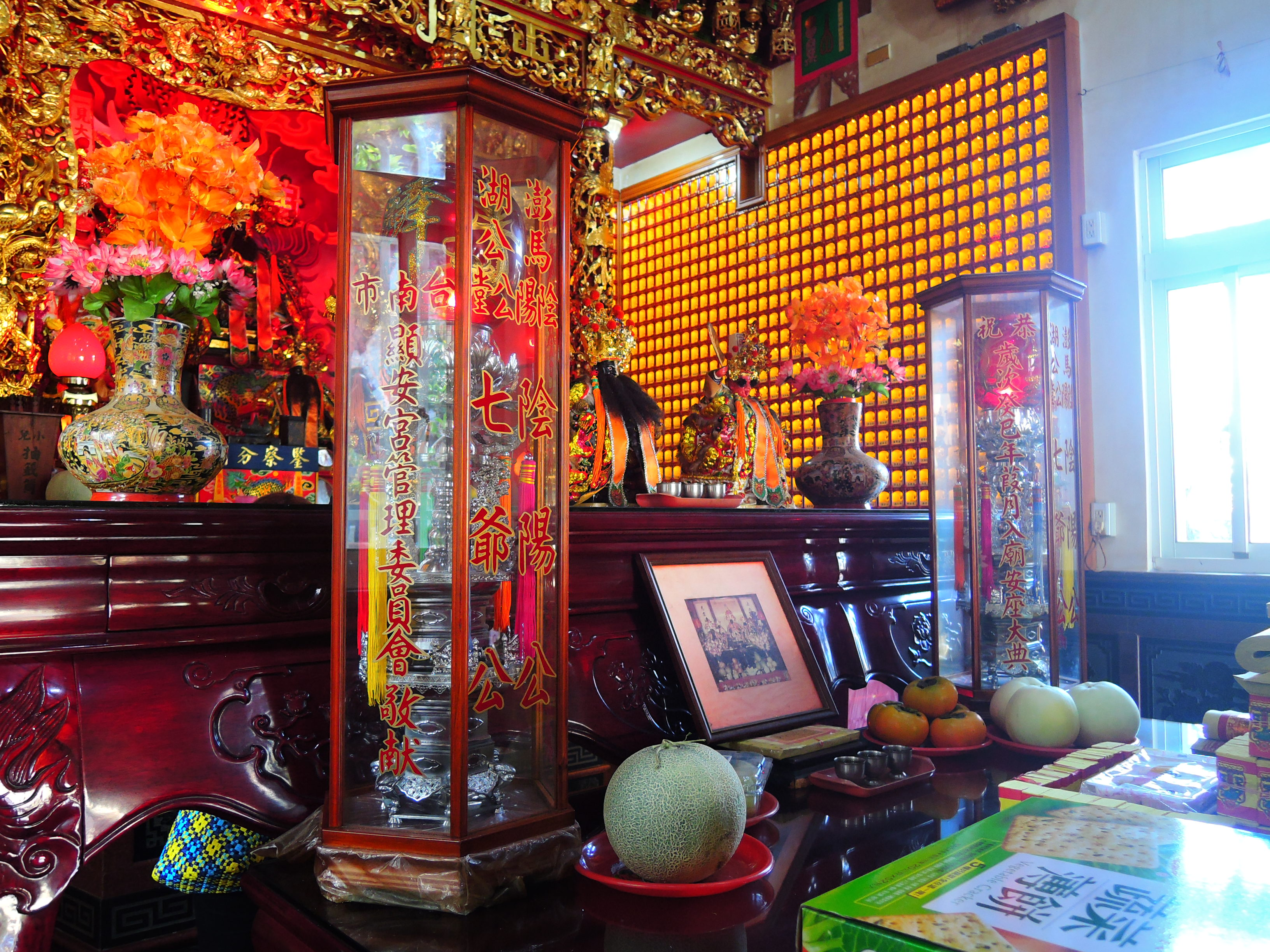
神案
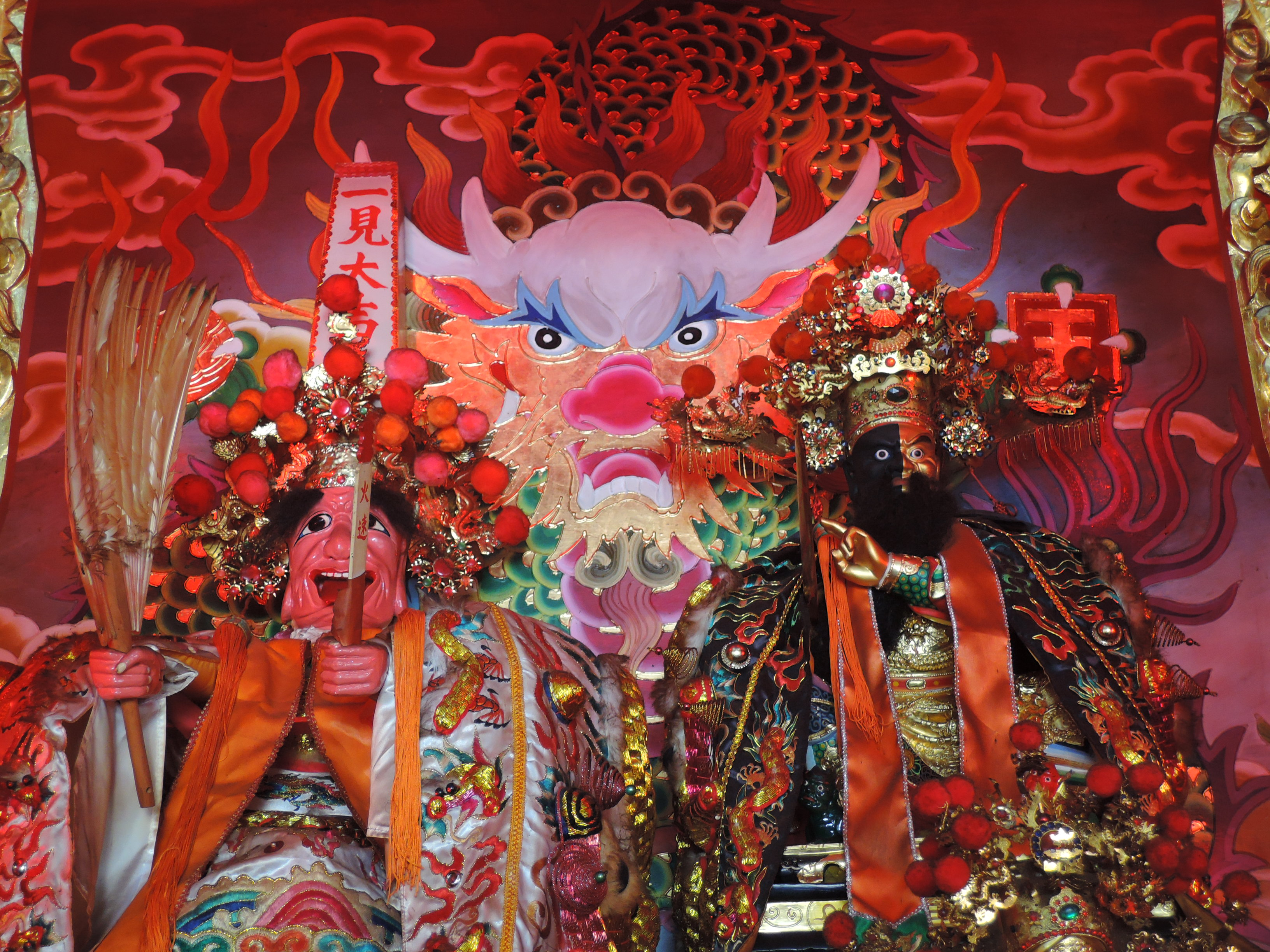
陰陽公祖（右）、白無常（左）
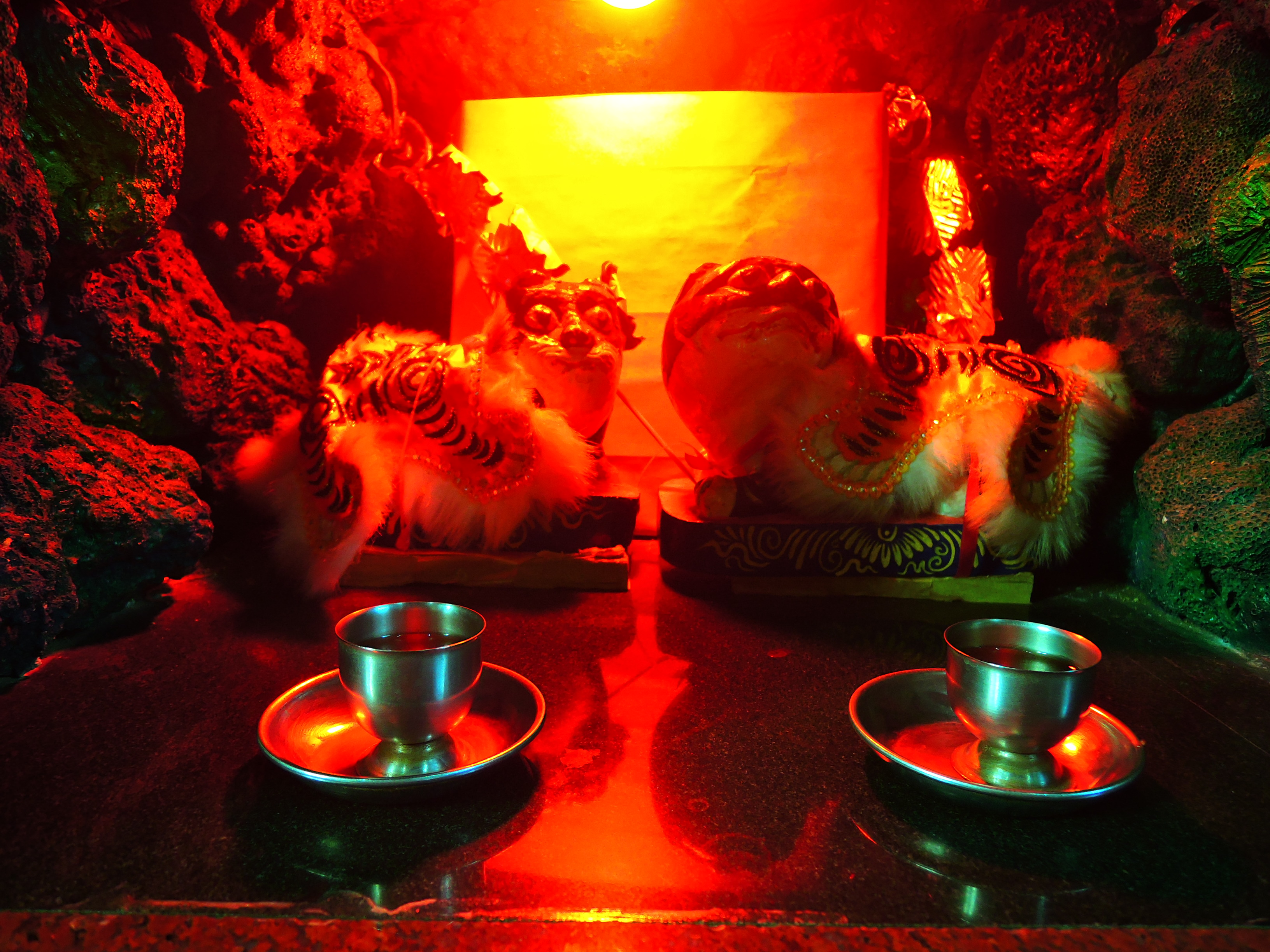
虎爺像
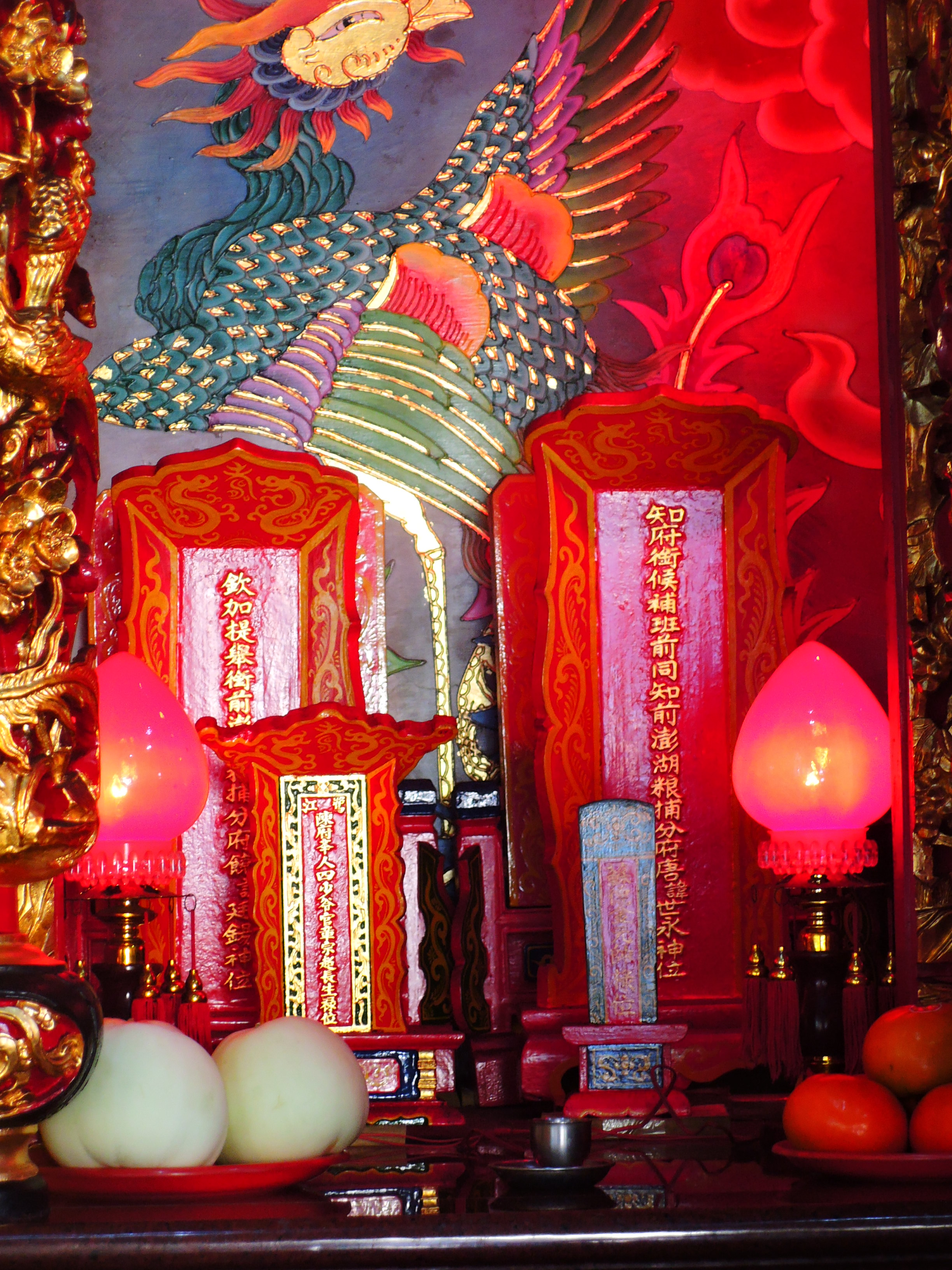
故澎湖通判饒廷錫、唐世永等神牌
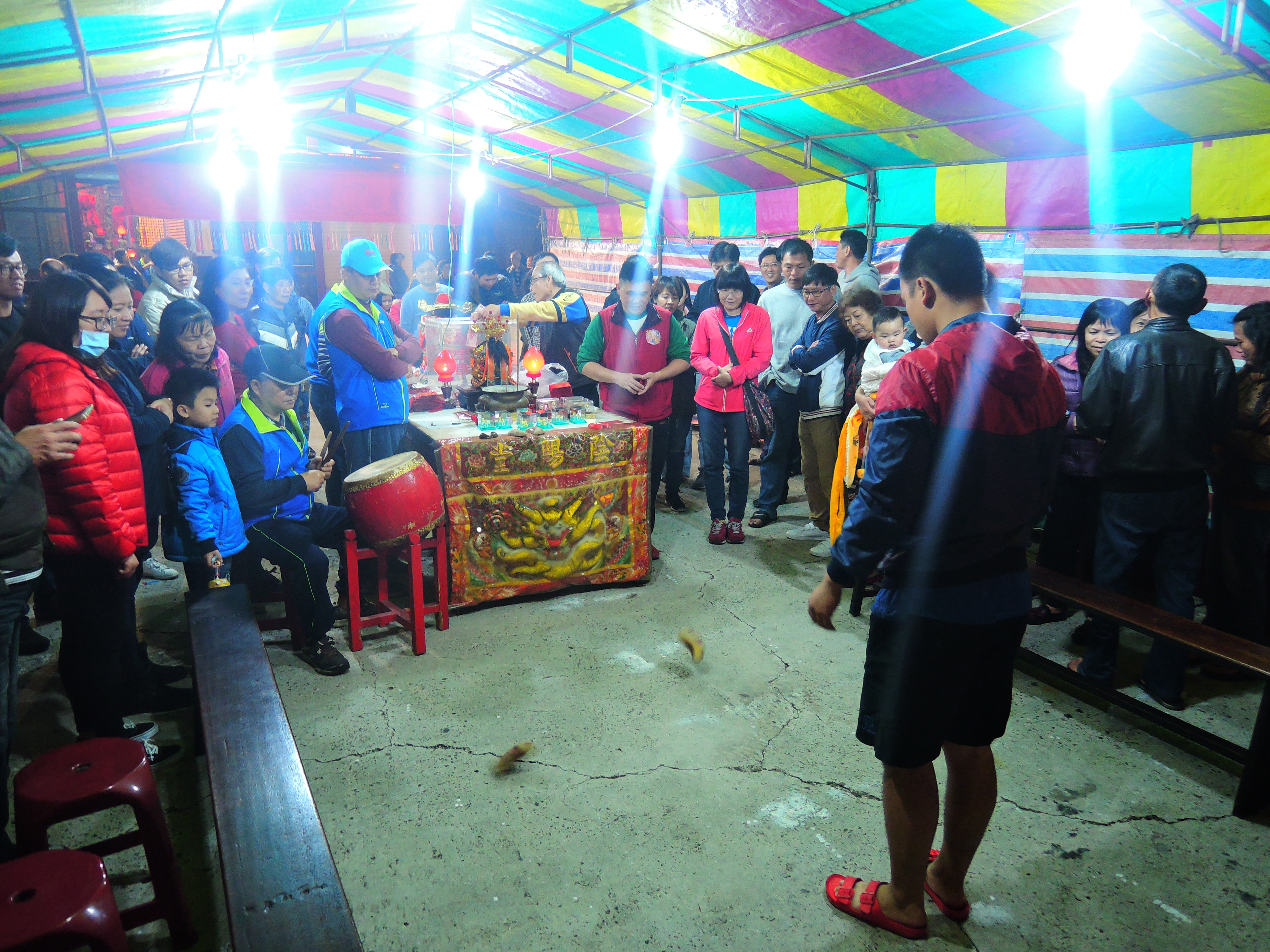
戊戌年（2018年）元宵擲杯活動